# Parodia arnostiana
Parodia arnostiana är en kaktusväxtart som först beskrevs av Lisal och Kolarik, och fick sitt nu gällande namn av Hofacker. Parodia arnostiana ingår i släktet Parodia och familjen kaktusväxter. Inga underarter finns listade i Catalogue of Life.